# GSI Helmholtzzentrum für Schwerionenforschung

Logo instytutu

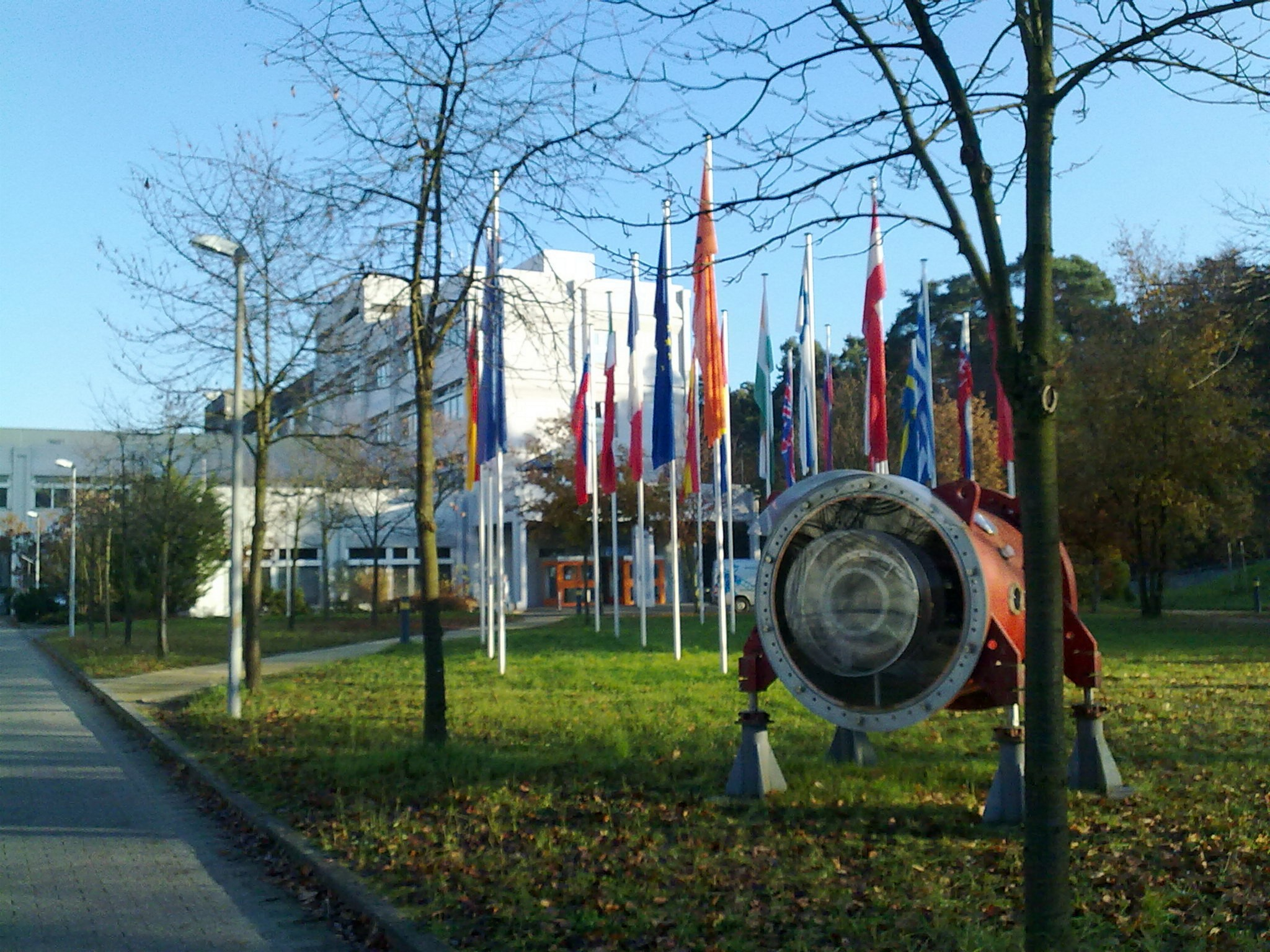

Centrum Helmholtza Badań Ciężkich Jonów GSI w Darmstadt (niem. GSI Helmholtzzentrum für Schwerionenforschung GmbH) – instytut badawczy w zakresie fizyki i nauk pokrewnych z siedzibą w Darmstadt w Niemczech. Głównymi przedmiotami badań są plazma, fizyka atomowa, fizyka jądrowa i medycyna nuklearna.
Został utworzony w 1969 roku i jest wspierany przez rząd Niemiec (90%) i Hesję (10%). Należy do Niemieckiej Wspólnoty Badawczej im. Helmholtza (niem. Helmholtz-Gemeinschaft Deutscher Forschungszentren) będącej największą instytucją badawczą w Niemczech. Wcześniej znany pod nazwą Instytut Badań Ciężkich Jonów (niem. Gesellschaft für Schwerionenforschung GmbH, skr. GSI).
Najważniejszymi elementami laboratorium są akceleratory ciężkich jonów:
- UNILAC (Universal Linear Accelerator) – akcelerator liniowy, energie kinetyczne wiązek 2 – 11,4 MeV na nukleon, wybudowany w 1975 roku
- SIS-18 – synchrotron; energie wiązek 0,05 – 2 GeV / nukleon[1]
- ESR – pierścień akumulacyjny; energie wiązek 0,5 – 1 GeV / nukleon

SIS-18 i ESR powstały w 1990 roku, umożliwiając przyspieszanie jonów do 90% prędkości światła w próżni (UNILAC – tylko do 10%).
Dodatkowo stosowane są dwa lasery wielkiej mocy:
- nhelix – Nanosecond High Energy Laser for Heavy Ion Experiments, nanosekundowy laser wysokich energii do badań ciężkich jonów
- phelix – Petawatt High Energy Laser for Heavy Ion Experiments, petawatowy laser wysokich energii do badań ciężkich jonów

W Instytucie zostały wykryte pierwiastki chemiczne: bohr (1982), meitner (1982), has (1984), darmsztadt (1994), roentgen (1994), kopernik (1996).
Obecnie w ramach międzynarodowego projektu FAIR budowany jest synchrotron SIS100, mający rozpędzać jony wiązki do energii rzędu 10 GeV / nukleon.